# Hypena brevicella
Hypena brevicella là một loài bướm đêm trong họ Erebidae.